# Терешківська волость (Могилівський повіт)
Терешківська волость — історична адміністративно-територіальна одиниця Могилівського повіту Подільської губернії з центром у селі Терешки.
Станом на 1885 рік складалася з 25 поселень, 31 сільської громади. Населення — 13458 осіб (6629 чоловічої статі та 6829 — жіночої), 1557 дворових господарства.
|                     | Площа, десятин | У тому числі орної, дес. |
| ------------------- | -------------- | ------------------------ |
| Сільських громад    | 9770           | 7832                     |
| Приватної власності | 11337          | 6510                     |
| Іншої власності     | 2346           | 1174                     |
| Загалом             | 23453          | 15516                    |

Основні поселення волості:
- Терешки — колишнє власницьке село за 70 верст від повітового міста, 375 осіб, 67 дворів, православна церква, постоялий будинок, кузня.
- Буцні — колишнє власницьке село, 426 осіб, 55 дворів, православна церква, постоялий будинок.
- Біличин — колишнє власницьке село, 722 особи, 91 двір, православна церква, постоялий будинок.
- Волоські Чемериси — колишнє власницьке село, 690 осіб, 100 дворів, православна церква, кузня, водяний млин.
- Гавришівка — колишнє власницьке село, 187 осіб, 29 дворів, православна церква.
- Киянівка — колишнє власницьке село, 333 особи, 53 двори, православна церква, постоялий будинок.
- Мигалівці — колишнє власницьке село, 932 особи, 129 дворів, православна церква, постоялий будинок.
- Підлісний Ялтушків — колишнє власницьке село, 2285 осіб, 244 двори, православна церква, постоялий двір, постоялий будинок, 2 водяних млини.
- Семенки — колишнє власницьке село, 387 осіб, 68 дворів, православна церква, постоялий будинок.
- Ялтушківська Слобода — колишнє власницьке село при річці Лядова, 1373 особи, 117 дворів, православна церква, школа, постоялий будинок, водяний млин.
- Ялтушків — колишнє власницьке містечко при річці Лядова, 1646 осіб, 138 дворів, православна церква, костел, синагога, школа, 6 постоялих дворів, 5 постоялих будинків, 10 лавок, водяний млин, бурякоцукровий завод.